# 사랑의 낙서
"사랑의 낙서"는 1988년에 개봉한 대한민국의 영화이다.

## 캐스팅
- 이덕화 : 달호 역
- 김청 : 꽃집아가씨 역
- 전세영 : 수희 역
- 임예진 : 희정 역
- 김무생 : 달호 부 역
- 김용림 : 달호 모 역
- 남성훈 : 삼촌 역
- 김동현 : 성당처녀애인 역
- 박영규 : 길수 역
- 이계인 : 준태 역
- 송경철 : 고궁남자 역
- 주희 : 달자 역
- 김혜정 : 미쓰민 역
- 송일권 : 창수 역
- 김정식 : 극장기도 역
- 정혜승 : 성당처녀 역
- 방은희 : 여대생 역
- 이예민 : 의사 역
- 이석구 : 레코드가게사내 역
- 진영 : 희선 역
- 조성숙 : 고궁여자 역